# Smokey Stover
Robert 'Smokey' Stover (1930 of 1931 – Medford (Oregon), 20 december 1975) was een Amerikaanse jazztrompettist, zanger en bandleider in de dixieland.

## Biografie
Stover leidde vanaf de late jaren vijftig in Chicago eigen groepen. Voor het platenlabel Argo Records nam hij in 1959 zijn debuutalbum Where There’s Fire – There’s Smokey Stover op; leden van zijn Original Firemen waren Floyd O’Brien (trombone), Jimmy Granato (klarinet), Gene Raebourne (piano), John Gilliland (tuba), Don Chester (drums), aangevuld met Betty Brandon. In de jaren zestig speelde hij tevens in Turk Murphy's band. In 1969 trad hij met Art Hodes, J. C. Higginbotham, Tony Parenti en Eddie Condon in de tv-serie Jazz Alley op. In 1973 speelde hij met zijn Firemen op het jazzfestival in Manassas, in zijn groep speelden toen Slide Harris, Tommy Gwaltney, Jack Maheu, Claude Hopkins, Frank Tate en Billy Goodall. Eind 1973 nam hij tijdens een tournee in Atlanta een album voor Jazzology Records op (Smokey Stover and His Original Firemen), daarop is Stover als zanger in Louis Armstrong's nummer "Someday You’ll Be Sorry“, Carey Morgan's "Blues My Naughty Sweetie Gives to Me“ en "Everywhere You Go“ te horen. In de jazz was hij van 1959 tot 1975 betrokken bij twaalf opnamesessies.

## Weblinks
- Discografie op Discogs
- Smokey Stover in de database van AllMusic

- International Standard Name Identifier: 0000 0000 3291 5695
- Library of Congress Control Number: n91063465
- Virtual International Authority File: 23779474
- WorldCat: E39PBJjtdFkBQ4QGR7p4jtfQbd